# Lužice (Morávia do Sul)
Lužice é uma comuna checa localizada na região de Morávia do Sul, distrito de Hodonín.